# Margarita Aliguer
Margarita Iossifovna Aliguer (/aliɡɛr/) (en russe : Маргари́та Ио́сифовна Алиге́р), est une poétesse, bibliothécaire, journaliste et traductrice soviétique, née le 24 septembre 1915 (7 octobre dans le calendrier grégorien) à Odessa (Empire russe) et morte le 1er août 1992 près de Moscou (Russie).

## Biographie
Fille d'un petit employé d'Odessa, elle suit les cours d'une école d'expertise chimique en travaillant parallèlement dans une usine chimique. À 16 ans, elle quitte Odessa et part poursuivre ses études secondaires à Moscou. C'est aussi l'âge où elle commence à écrire ses premiers poèmes. En 1932, elle rate ses examens d'entrée à l'université et commence alors à travailler, d'abord comme bibliothécaire, puis comme rédactrice dans des journaux d'entreprise à grand tirage.
En 1933, ses premiers vers sont publiés dans un magazine puis elle rejoint l'association des jeunes écrivains. En 1934, elle est admise à l'Institut de littérature Maxime-Gorki, fondé l'année précédente, d'où elle sortira en 1937. Au cours de ces trois années, elle travaille au journal Komsomolskaïa Pravda et pour d'autres revues et traduit des textes de l'ouzbek et de l'azéri. Son premier recueil, L'anniversaire, est publié en 1938, suivi en 1939 par Train et Les pierres et l'herbe en 1940.
En 1938, elle rejoint l'Union des écrivains soviétiques.
Pendant la grande guerre patriotique, elle est correspondante de guerre lors du blocus de Léningrad. Elle écrit également dans le journal du ministère de l'Air et pour des journaux du front. Pendant les hostilités, elle n'a pas fait paraître La grande mémoire, Lyrique et Zoia, cette dernière œuvre en hommage à la partisane de 18 ans Zoïa Kosmodemianskaïa, qui fut condamnée à la pendaison par les nazis et dont les derniers mots adressés à ses bourreaux furent en substance « Vous allez me pendre, mais je ne suis pas seule. Nous sommes 200 millions et vous ne pourrez pas nous éliminer tous ».
Elle s'inscrit au Parti communiste en 1942. Elle obtient le Prix Staline en 1943.
Nicanor Parra l'a fait connaître aux Chiliens et aux lecteurs de langue hispanique en traduisant certains de ses poèmes édités dans une anthologie en 1965.

## Vie privée
Le premier amour de jeunesse de Margarita Aliguer est le poète Iaroslav Smeliakov. De plus, ses biographes lui prêtent des aventures avec Alekseï Fatianov, Nikolaï Tikhonov et Arseni Tarkovski. Elle se marie une première fois en 1937 avec le compositeur Konstantin Makarov-Rakitine (1912-1941). Avant que celui-ci ne meure au front, elle a avec lui un fils, Dmitri (mort en bas âge) et une fille, Tatiana (1940-1974), qui sera emportée par une leucémie.
Sa plus jeune fille, Maria Aliguer-Enzensberger est née le 28 juin 1943 de la relation qu'entretenait Margarita avec l'écrivain Alexandre Fadéïev, lui-même marié à cette époque à l'actrice Anguelina Stepanova. Maria épousera le poète allemand Hans Magnus Enzensberger, puis vivra longtemps à Londres (où elle exercera comme traductrice aussi). Lors du putsch de Moscou d'août 1991, elle reviendra en Russie, où elle s'apprêtera même à déménager définitivement. Cependant, de retour en Grande-Bretagne, elle se suicidera dans un accès de dépression le 6 octobre 1991.
Le deuxième et dernier mari de Margarita est le littérateur, membre du Comité central du Parti, Igor Tchernooutsan (1918—1990),.
Elle survivra à tous ses enfants et maris.

## Décès
Le 1er août 1992, Margarita Aliguer meurt après une chute dans un profond fossé, non loin de sa datcha, dans le petit village de Mitchourinets, dans la région de Moscou. Le 5 août 1992, le journal Literatournaïa gazeta publie une nécrologie signée par 25 poètes et écrivains célèbres, dont Andreï Voznessenski, Evguéni Evtouchenko, Evgueni Dolmatovski, Lidia Libedinskaïa, Boulat Okoudjava et Lev Razgon. Elle est enterrée avec ses filles au cimetière de Peredelkino.

## Œuvres
- Les titres des poèmes indiquent une œuvre que l'on trouve peut-être dans un ouvrage édité sous un autre titre.
- 1938 : L'anniversaire
- 1938 : Cet hiver là
- 1939 : Train
- 1940 : Les pierres et l'herbe
- 1940 : Lyrique
- 1942 : Zoïa Kosmodemianskaïa
- 1942 : Printemps à Léningrad, titre d'un poème
- 1946 : Votre victoire
- 1946 : À quoi sert arracher d'un mot juste, titre d'un poème
- 1947 : Le Livre noir, participation avec 39 autres écrivains à ce recueil de textes et de témoignages réunis par Ilya Ehrenbourg et Vassili Grossman
- 1953 : Les Monts Lénine
- 1954 : Lettre à un ami, titre d'un poème
- 1967 : Vers

Œuvres dont la date n'a pas été retrouvée :
- Japon pour les touristes
- Pain chaud, titre d'un poème
- L'heure des espérances, titre inspiré par un roman de Dickens
- L'histoire de la vérité, une pièce de théâtre

## Sources
- Le Grand Larousse Universel lui consacre un article d'où ont été pris certains titres des œuvres.
- La poésie russe anthologie bilingue réunie et publiée sous la direction d'Elsa Triolet chez Seghers en 1965 lui consacre 4 pages avec une petite biographie d'où est extraite une partie des informations de cette page. On y trouve aussi deux poèmes À quoi sert arracher d'un mot juste et Lettre à un ami traduits par François Kérel et Charles Dobzynski.